# Queen of Blood
Queen of Blood è un film del 1966 diretto da Curtis Harrington ed interpretato da John Saxon, Basil Rathbone, Dennis Hopper e Judi Meredith.  Il film è basato sulla sceneggiatura del precedente lungometraggio sovietico Mechte Navstrechu. Il regista Harrington ha anche riutilizzato filmati di effetti speciali da quel film, così come filmati dal film di fantascienza sovietico Stazione spaziale K-9.
Queen of Blood è stato distribuito dalla American International Pictures in doppia programmazione con Blood Bath. Il regista Curtis Harrington ha ritenuto che Alien (1979) di Ridley Scott dovesse aver ricevuto qualche ispirazione dal suo precedente lungometraggio, affermando che "il film di Ridley è come una versione notevolmente migliorata, costosa ed elaborata di Queen of Blood".

## Trama
Nel 1990, all'International Institute of Space Technology, l'esperta di comunicazioni ed astronauta Laura James monitora strani segnali ricevuti dallo spazio. Il superiore di Laura, il dottor Farraday, traduce il segnale e scopre che proviene da una razza aliena, che sta inviando un ambasciatore sulla Terra. Poco dopo, tuttavia, Laura riceve un video che mostra che l'astronave degli alieni è precipitata su Marte.
L'istituto invia, in missione di salvataggio, l'astronave Oceano, i cui membri dell'equipaggio includono anche Laura e gli astronauti Anders Brockman e Paul Grant. Durante il viaggio, la Oceano subisce alcuni danni causati da una tempesta solare, ma riesce senza problemi a raggiungere Marte e localizzare l'astronave aliena precipitata. Anders e Paul indagano e rinvengono un solo alieno morto a bordo. Faraday deduce che l'equipaggio sopravvissuto potrebbe essere stato salvato e che quindi sarà necessario un satellite di osservazione per localizzare la nave di salvataggio aliena. Il fidanzato di Laura, Allan, e il collega astronauta Tony si offrono volontari. I due viaggiano sull'astronave Meteor verso Phobos, una delle due lune di Marte, dalla quale lanciano il satellite di osservazione. Tony scopre un'astronave aliena su Phobos e si reca al suo interno insieme ad Allan. I due trovano un'aliena femmina incosciente ma ancora viva. Poiché la loro nave di salvataggio è in grado di portare solamente due passeggeri, i due lanciano una moneta per stabilire chi dei due dovrà restare indietro ed è Tony quello a rimanere.
Allan e l'aliena femmina arrivano sulla Oceano, unendosi a Laura, Paul e Anders. Una volta ripresa conoscenza, l'aliena si rifiuta di mangiare il cibo che le viene offerto e non permette ad Anders che le prelevi un campione di sangue. Quella notte, mentre Paul sta sorvegliando l'aliena, lei lo attacca e lo uccide, prosciugandogli tutto il sangue. Gli altri astronauti decidono nonostante tutto di tenerla in vita nutrendola di sangue prelevato dalla riserva di plasma della nave. Quando però questa riserva si esaurisce, l'aliena uccide Anders e si nutre di lui, lasciando Laura e Allan gli unici umani a bordo.
L'aliena attacca quindi Allan, ma Laura riesce a fermarla prima che possa uccidere di nuovo. Nella lotta tra le due, Laura riesce a graffiare l'aliena provocandone un rapido sanguinamento che la porta alla morte. Laura e Allen trovano quindi delle uova aliene nascoste a bordo ed Allan ipotizza che l'aliena probabilmente era una regina mandata sulla Terra per riprodursi. La Oceano fa rientro sulla Terra, dove le autorità decidono di studiare le uova aliene piuttosto che distruggerle.

## Produzione

### Sviluppo
Harrington si era fatto un nome con il lungometraggio Night Tide, che aveva abbastanza impressionato Roger Corman da spingerlo ad offrire al regista un progetto cinematografico. "Certo, mi piacerebbe fare un film più individuale di Queen of Blood", disse Harrington all'epoca, "ma non riesco a ottenere i finanziamenti. Tuttavia, il film è divertente e sento di essere stato in grado di dire qualcosa nel contesto del genere".
Queen of Blood è stato realizzato utilizzando effetti speciali tratti dai film sovietici Mechte Navstrechu e Stazione spaziale K-9. Harrington ha realizzato Queen of Blood contemporaneamente a Voyage to the Prehistoric Planet, che ha anch'esso incorporato filmati tratti dai film sovietici. Entrambi i film di Harrington avevano come protagonista Basil Rathbone.
Harrington disse che Corman "voleva che scrivessi una storia completamente nuova per usare tutte le riprese tecniche di un razzo che volava nello spazio, atterrava su un altro pianeta e tutto il resto. Poi ho proceduto a scrivere una sceneggiatura e ho creato l'idea di una creatura simile ad un vampiro dello spazio". Harrington ha stimato che il 70% del film fosse suo; molti anni dopo ha detto che era il 90%.
Il nome di Corman non compare nel film. Harrington dice che questo è dovuto al fatto che Queen of Blood è stato realizzato con una troupe non sindacalizzata e Corman aveva firmato un contratto per lavorare con i sindacati.

### Riprese
Il film è stato girato ai Major Studios nel centro di Los Angeles, poco prima che venissero acquistati da Robert Aldrich.

## Distribuzione
Queen of Blood venne distribuito negli Stati Uniti nel marzo 1966. Ancora prima della sua uscita nei cinema, la sua qualità era sufficiente perché la Universal assumesse Harrington e il produttore George Edwards per realizzare il lungometraggio Games. Harrington disse che Queen of Blood aveva particolarmente impressionato Ned Tanen.
Harrington dice che Roger Corman gli aveva promesso un bonus di 1.000 dollari se il film avesse avuto profitti ed il produttore onorò la promessa fatta, anche se dopo qualche sollecitazione.
Una novelization della sceneggiatura originale di Harrington è stata scritta dallo scrittore pulp Charles Nuetzel. La biografia su Forrest J. Ackerman suggerisce erroneamente che Harrington abbia basato la sua sceneggiatura originale su un libro di Nuetzel. Il romanzo è di nuovo in stampa come ebook disponibile online.
Il 1º dicembre 2003, Queen of Blood è stato presentato al Festival del Cinema di Sitges in Spagna.

## Accoglienza
Nella sua recensione di un doppio spettacolo con il lungometraggio Tre femmine in soffitta, Renata Adler del The New York Times ha definito Queen of Blood il più vivace dei due film.
Harrington scrisse in seguito: "Alcuni anni dopo, fu molto lusinghiero realizzare di aver creato il prototipo per un'intera serie di film di fantascienza che trattavano di creature mostruose provenienti dallo spazio."

## Sequel
L'attrice Florence Marly, che nel film interpreta la regina aliena, realizzò nel 1973 un sequel di Queen of Blood in 16 mm intitolato Space Boy! Night, Neal and Ness.